# Potentilla macrosepala
Potentilla macrosepala är en rosväxtart som beskrevs av Jules Cardot. Potentilla macrosepala ingår i Fingerörtssläktet som ingår i familjen rosväxter. Inga underarter finns listade i Catalogue of Life.